# 론조 볼

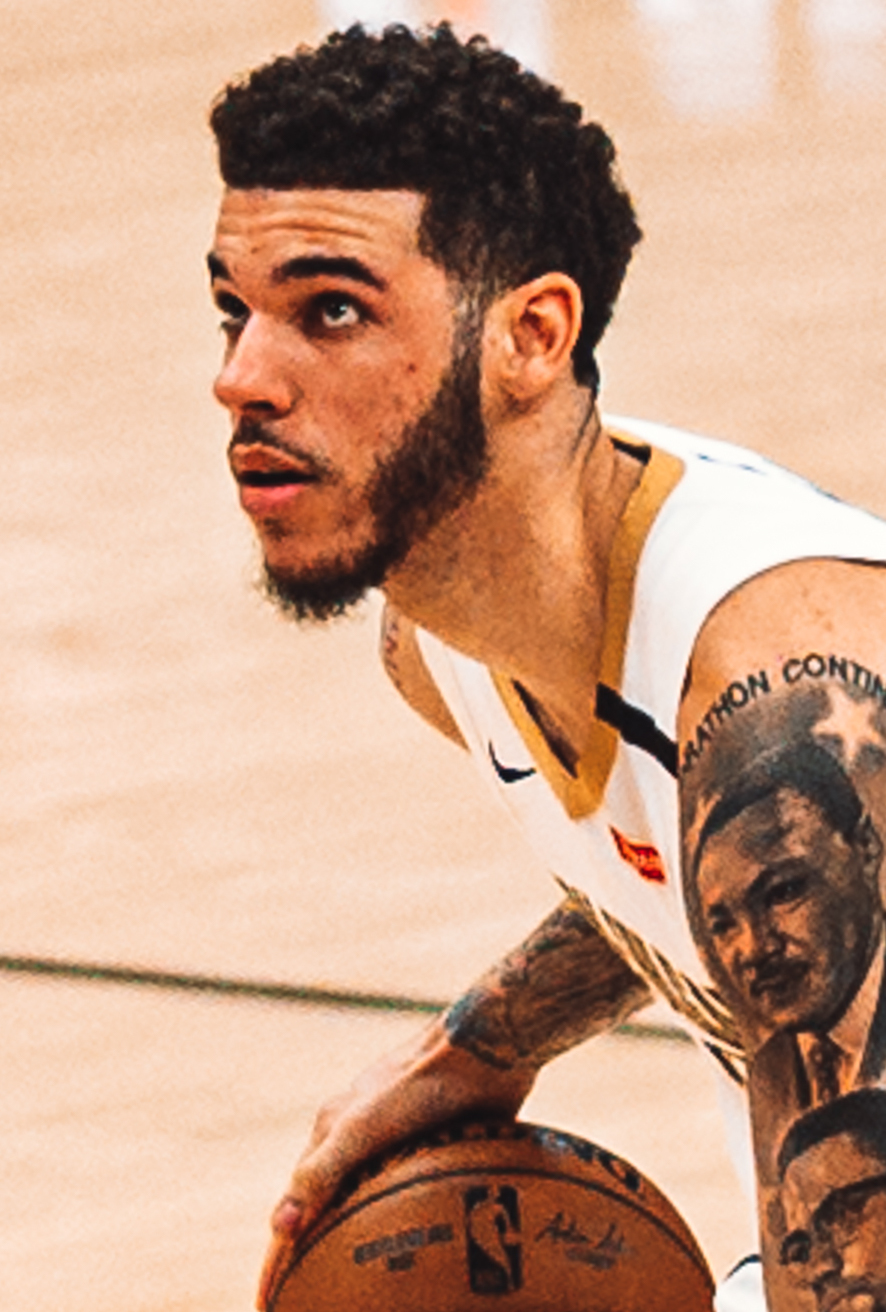

론조 볼(Lonzo Ball, 본명: 론조 앤더슨 볼, Lonzo Anderson Ball, 1997년 10월 27일 ~ )은 전미 농구 협회(NBA) 시카고 불스의 프로 농구 선수이다. 포인트 가드인 그는 UCLA 브루인스에서 한 시즌 동안 대학 농구를 했으며, 로스앤젤레스 레이커스가 2017년 NBA 드래프트에서 전체 2순위로 그를 선택하기 전에 합의된 1군 올 아메리칸 영예를 얻었다. 2018년 NBA 올루키 세컨드 팀에 선정되었다.
2016년 치노 힐스 고등학교 3학년인 볼은 올해의 전국 고등학교 선수상을 여러 차례 수상했으며 현재 프로 농구 선수인 그의 형제 리안젤로 및 라멜로와 함께 팀을 35대 0 무패로 이끌었다. 이는 컨센서스 전국 최고 순위이기도 했다. 2016-17년 대학 신입 선수로서 그는 전국 어시스트 부문을 이끌었고 한 시즌 최다 어시스트로 UCLA 기록을 경신했다. 볼은 또한 미국 최고의 신입생으로 웨이먼 티스데일 상을 수상했다.
레이커스의 NBA 신인 선수로서 그의 플레이 시간은 어깨와 무릎 부상으로 인해 제한되었으며 발목 부상 후 두 번째 시즌의 대부분을 결장했다. 시즌이 끝날 무렵 앤서니 데이비스의 트레이드 패키지로 뉴올리언스 펠리컨스로 트레이드되었다. 사인 앤 트레이드 계약을 통해 불스와 합류하기 전에 펠리컨스와 두 시즌을 뛰었지만 지속적인 무릎 부상으로 인해 팀 재임 기간 대부분을 결장하게 되었고 2022-23 시즌과 2023-24 시즌 전체를 결장하게 되었다.